# Trung tiện tạo lửa
Trung tiện tạo lửa (tiếng Anh: fart lighting, pyroflatulence) là việc kích thích tạo ra lửa từ khí khi trung tiện. Hiện tượng này xảy ra vì hơi trung tiện có tính dễ cháy, nếu gặp nguồn nhiệt đủ mạnh có thể tạo ra lửa.